# ألموناثيد دي لا سييرا
بلدية المُنَستير أو (نقحرة: ألموناثيد دي لا سييرا) (بالإسبانية: Almonacid de la Sierra) هي بلدية تقع في مقاطعة سرقسطة التابعة لمنطقة أراغون شمال شرق إسبانيا.

## الديموغرافيا
بلغ عدد سكان بلدية المُنَستير 824 نسمة عام 2011 (وفقاً للمعهد الوطني الإسباني للإحصاء).
| 864 | 866 | 867 | 877 | 821 | 815 | 824 |